# Чичканов Сергій Владленович
Чичканов Сергій Владленович — український політик.
Чичканов Сергій Владленович, член КПУ (з 1981); заступник Міністра України у зв'язках з ВР України та іншими органами державної влади України (02.2007-02.2008); директор Фонду гуманітарних проблем "Донбас".

## Біографія
Народився 16 квітня 1952 року у місті Горлівка, Донецької області.
Захоплення - кіно.

## Родина
- Дружина - Надія Федорівна 1956 року - технік-технолог, бухгалтер,
- дочка - Вікторія 1979 року - учитель початкових класів,
- син - Максим 1984 року.

## Освіта
- Донецький політехнічний інститут 1974 рік, інженер-механік
- Вища партійна школа при ЦК КПУ 1988 року, політолог.

## Кар'єра
- серпень - листопад 1974 року -  інженер Камиш-Бурунського залізорудного комбінату, місто Керч
- листопад 1974 року по листопад 1975 року -  служба в армії
- грудень 1975 року по січень 1976 року - інженер автопідприємства, місто Горлівка
- січень 1976 року по серпень 1986 року - інженер-конструктор, майстер, заступник начальника цеху, заступник секретаря парткому машинобудівного заводу імені Кірова, місто Горлівка
- серпень 1986 року по серпень 1988 року - слухач Вищої партійної школи при ЦК КПУ
- серпень 1988 року по березень 1989 року - завідувач відділу промисловості і транспорту Центральноміського райкому КПУ міста Горлівка
- березень 1989 року по серпень 1991 року - інструктор оргвідділу, політорганізатор Донецького обкому КПУ
- вересень 1991 року по листопад 1992 року - експерт Донецького виставкового центру
- з 1992 року - комерційний директор ТОВ "Апекс Лтд", генеральний директор ТОВ "Фірма-Восток", директор Фонду гуманітарних проблем "Донбас", місто Донецьк.

- з 1993 року - член ЦК КПУ, секретар Донецького обкому КПУ
- з травня 1994 року - завідувач оргвідділу ЦК КПУ.

- Секретар ЦК КПУ (03.1995-06.2003),
- член президії ЦК КПУ (03.1995-06.2005).

Березень 2006 року  кандидат в народні депутати України від КПУ, № 60 в списку. На час виборів: народний депутат України, член КПУ.
Народний депутат України 4-го скликання квітень 2002 року по квітень 2006 року від КПУ, № 28 в списку. На час виборів: народний депутат України, член КПУ. Член фракції комуністів травень 2002 року. Член Комітету з питань промислової політики та підприємництва червень 2002 року.
Народний депутат України 3-го скликання березень 1998 року по квітень 2002 року від КПУ, № 32 в списку. На час виборів: секретар ЦК КПУ, директор Фонду гуманітарних проблем "Донбас". Член Комітету з питань державного будівництва, місцевого самоврядування та діяльності рад (з 07.1998, з 2000 — Комітет з питань державного будівництва та місцевого самоврядування); член фракції КПУ (з 05.1998).